# سنگ‌چشم سینه‌زرشکی
سنگ‌چشم سینه‌زرشکی (نام علمی: Laniarius atrococcineus) نام یک گونه از تیره سنگ‌چشم بیشه است.